# Kner Imre
Kner Imre (Gyoma, 1890. február 3. – 1945?) tipográfus, nyomdász, könyvművész, Kner Izidor fia. A magyar könyvkiadás és nyomdászat kimagaslóan művelt és széles látókörű egyénisége.
„Életem értelme nem az, hogy nyomdász vagyok, hanem az, hogy szolgálok.”

## Életpályája
Kner Izidor és Netter Kornélia első gyermekeként született. A gimnázium első két osztályát a mezőtúri református gimnáziumban végezte, majd Aradon folytatta tanulmányait. 1902-ben inasnak állt be apja gyomai nyomdájába.
1904-től egy éven keresztül Lipcsében a Mäser-féle könyvművészeti és tipográfiai szakiskolában tanult, ahol hasznos technikai ismereteket sajátított el, valamint magáévá tette az uralkodó szecessziós ízlést. 1906-ban a Röpke Lapok című báli meghívó mintakönyv címlapjának szerkesztését vállalta el, 1907-től a gyomai nyomda műszaki vezetője lett.
1914-ben nyugat-európai utazást tett, amelyről Ferenc Ferdinánd trónörökös halála miatt tért haza. 1915 első felében Békéscsabán katonáskodott, ahol barátságot kötött Aranyossi Pállal.
Tagja volt a Vasárnapi Körnek.

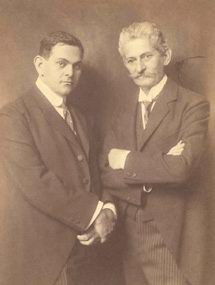
Kner Imre és édesapja, Kner Izidor

 1917-ben házasságot kötött Kulka Etellel Budapesten. 1918-ban az őszirózsás forradalomban a Nemzeti Tanács jegyzője volt Gyomán.
Az I. világháború után Kozma Lajos építésszel és grafikussal, valamint Király György irodalomtörténésszel a különféle történelmi stílusok felhasználása, a népi barokk megújítása s elsősorban a klasszicista tipográfia korszerű alkalmazása révén új magyar könyvművészetet teremtett.
1921-ben megszületett Zsuzsa lánya, majd 1923-ban Mihály fia. 1925-ben a Kozma Lajos által tervezett Kossuth Lajos utcai házba költözött, amely ma a Kner Múzeumnak ad otthont. Számos intézmény és társaság vezető személyisége, tagja volt. Ilyenek pl. a Magyar Könyv- és Reklámművészek Egyesületének alelnöki posztja, vagy a lipcsei első nemzetközi könyvkiállítás (IBA) magyar kiállítási bizottságának tagja. A tisztségekről az 1938-as zsidótörvény megszületése után lemondott.
Az 1923. évi göteborgi nyomdászkongresszuson a világ legjobb tipográfusai közé sorolták, az 1937-es párizsi világkiállításon nagydíjat kapott. Levelezése is képet nyújt életéről és munkásságáról. Levelezett többek között Móricz Miklóssal, Fülep Lajossal, Szabó Lőrinccel.
1944-ben, a német megszállás első napjaiban internálták. Két hét gyomai fogság után április 21-én került a budapesti gyűjtőfogházba, majd pár nap után Nagykanizsára. Május 13-án a sárvári kisegítő toloncházba vitték. 1944. május 19-én átadták a német katonai parancsnokságnak, és Auschwitzba szállították. A fia, Kner Mihály által összegyűjtött beszámoló szerint 1945. január 19-én még életben volt egy Nyugat-Németország felé indított transzportban, majd nyoma veszett.

## Munkássága

### Szecessziós korszaka

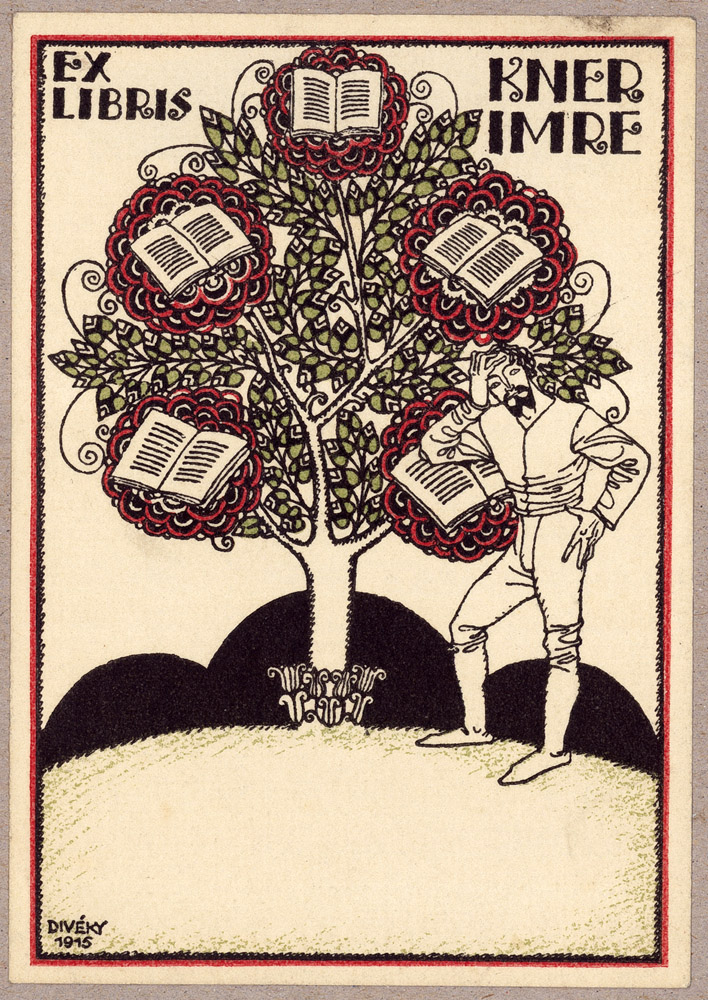
Kner Imre ex librise (1915) Divéky József munkája

Kner Imre keze nyoma a Kner-nyomda termékein igazán 1906-1907 táján kezd meglátszani. Lipcséből visszatérve új épületet emeltet, modern gépekkel szereli fel a nyomdát. A könyveket itt már az üzemi előállítás körülményei szerint tervezi. Azt vallotta, hogy a jó tipográfus csak betűből is tud jó könyvet csinálni. Ezt szem előtt tartva munkáira nem jellemző a túlzott díszítettség. Tervezői szemléletében fontossá válik a geometrikus formavilág. Az 1910-es években Kner Imre számos rajzolt betűs címlapot készít könyvekhez. Ilyen például Balázs Béla verseskötetének címlapja. 1911-ben jelenik Erdős Renée János tanítvány című színjátéka, amelyet Kner első modern kísérletének tartott. A szép könyvről azt vallotta, hogy a stílusos, de egyszerű kiállítás, jó papír és tiszta fekete nyomás szükséges hozzá.

### Barokk korszaka
Sok munkatársa közül fontos kiemelni Kozma Lajost, akinek számos Kner-kiadvány könyvdíszét, címlaprajzát köszönhetjük. Többek között jelentős szerephez jut az úgynevezett Kner–Kozma-féle könyvművészet barokk szakaszában is. Az 1920-as évek tipográfiai kísérlete a szép magyar könyv újjáteremtését tűzte ki célul. Kozma közreműködésével az ekkor készült könyveket fametszetek, barokk könyvdíszek ékesítik. Ebben a szakaszban számos közös munka születik.
Knerék nem elsősorban a díszek kedvéért fordultak a barokk korhoz. Megtalálták ebben a stílusban a funkció szerinti, értelmes, kifejező szövegtolmácsolás művészetét, mely szerint a szöveg gondolatmenetéből, hangsúlyaiból, logikai felépítéséből kell kiindulni. A korszak első fontos művei között volt az 1920-ban elkészült Három csöppke könyvecske című sorozat, valamint az Almanach, a Monumenta Literarum vagy a Kner-Klasszikusok.

### Klasszicista korszaka
Kner munkásságának következő szakasza a klasszicizmusba hajlik át. Könyveiben a markáns kontrasztok és a díszek háttérbe szorulnak. A kompozíció egyszerűbbé, fegyelmezettebbé válik. Ebben a korszakban vált át a híres olasz Giambattista Bodoni klasszicista betűire. A térbeliség illúzióját keltő, sokféle betűből komponált címlapokat egységes, erősen ritkított és tagolt, levegős címlapok váltották fel. Nagy szerephez jutnak ebben a korszakban a margók, amelyek segítségével a tér megnő nemcsak a sorok, de a szöveg körül is.
Ez a klasszicista tipográfia legjobban Az örök Goethe című munkájában, valamint a Magyar Bibliophil Társaság kiadványain valósul meg teljes harmóniában.

## Jelentős munkái
- Thury Zoltán összes művei. Gyoma: Kner Nyomda, 1906 (6 kötet)
- Kner Imre: A szinharmonia. Gyoma, 1909 (Tanulmány.) Online
- Kner Imre: Könyv a könyvről. Gyoma: Kner Nyomda, 1912 (Kner Imre írása a vállalat 30. évfordulója alkalmából.)
- Kner Imre: Almanach. Gyoma: Kner Nyomda, 1919
- Monumenta Literarum/szerk.Király György. Gyoma: Kner Nyomda, 1921-22 (Világirodalom kis terjedelmű remekművei Énekek énekétől egy Tolsztoj novelláig.)
- Kner klasszikusok. Gyoma: Kner Nyomda, 1921, 12 kötet (Magyar költészet legszebb alkotásai Balassitól Tompáig.)
- A Magyar Bibliophil Társaság Évkönyve. Budapest, 1928 (Klasszicista tipográfia Bodoni betűivel.)
- Riedl Frigyes: Magyarok Rómában. Gyoma: Kner Nyomda, 1930 (Klasszicista szakaszának egyik műve.)
- Szabó Lőrinc: Te meg a világ című verseskötetének címlap terve
- Kner Imre: A Kner-nyomda épületeinek, gépeinek és betűinek története. Gyoma, 1941 (A vállalat fennállásának 60. évfordulójára.) Online
- Kner Imre: A könyv művészete. Tanulmányok a tipográfiáról és a könyvművészetről; szerk., bev. Haiman György / Kozma Lajos: Egyéniség és hagyomány. Széljegyzetek a könyvdíszítésről; Bibliotheca–Corvina, Bp., 1957